# Arch Oboler
Arch Oboler (Chicago, 7 december 1909 – Westlake Village, 19 maart 1987) was een Amerikaans schrijver van hoorspel- en filmscenario's. Hij was tevens filmregisseur en -producent. Hij is een van de bekendste en innovatiefste hoorspelauteurs en is vooral bekend geraakt door zijn werk in de horror- en sciencefictiongenres.

## Carrière
Oboler begon in de jaren dertig scenario's te maken voor hoorspelen op de Amerikaanse radio. Hij schreef een aantal afleveringen van de horrorserie Lights Out, waarmee hij bekendheid verwierf. Hij werd naar Hollywood ontboden om sketches te schrijven voor het programma Your Hollywood Parade, gesponsord door Lucky Strike. Na een aanvaring met Gary Cooper vond Oboler evenwel dat het nodig was om zijn hoorspelen zelf te regisseren.
Die kans kreeg hij in 1939. NBC gaf Oboler een eigen serie, Arch Oboler's Plays, aanvankelijk zonder sponsor. De serie werd op zondagavond uitgezonden en er traden bekende acteurs in op, onder wie Bette Davis en James Cagney. De serie had succes en Procter & Gamble diende zich aan als sponsor. De naam van het programma veranderde in Everyman's Theatre, dat in 1940 en begin 1941 werd uitgezonden.
Tijdens de Tweede Wereldoorlog, na de aanval op Pearl Harbor, zond de Amerikaanse radio Obolers Plays for Americans uit, antifascistische hoorspelen die hij schreef als oorlogspropaganda. Hij vroeg er geen honorarium voor. Hieraan werkten opnieuw grote sterren mee, zoals James Stewart en Bette Davis. In 1942-43 volgde een nieuwe gesponsorde serie van Lights Out, waarin hij ook anti-naziboodschappen verwerkte, en een reeks nieuwe propagandahoorspelen getiteld To the President. Daarna produceerde en regisseerde hij de negentiendelige serie Free World Theater, waarvoor hijzelf twee afleveringen schreef. In 1945 volgde een tweede reeks van Arch Oboler's Plays, uitgezonden door de Mutual Broadcasting Company.
Na de oorlog richtte Oboler zijn aandacht vooral op de film. Hij regisseerde in 1946 de film Strange Holiday, een bewerking van een van zijn radiospelen. Hij schreef en regisseerde verder onder meer:
- Bwana Devil (1952), de eerste kleurenlangspeelfilm met 3D-effecten die in gewone filmzalen vertoond werd
- de sciencefictionfilms:
  - Five (1951, die zich grotendeels afspeelt in Obolers eigen huis in Malibu, ontworpen door Frank Lloyd Wright);
  - The Twonky (1953, naar een kort verhaal van Henry Kuttner en Lewis Padgett (pseudoniem van C.L. Moore)) en
  - The Bubble (1966), eveneens met 3D-effecten, in zogenaamde "Spacevision".

In 1969 schreef en regisseerde hij onder het pseudoniem "Alf Silliman jr." The Stewardesses, een softcore seksfilm met 3D-effecten in "Stereovision". De film werd in 2009 op dvd uitgebracht in een "Deluxe 40th Anniversary Edition".
In 1971 en 1972 werd een aantal van Obolers oude "Lights Out"-verhalen in een nieuwe bewerking uitgezonden op de radio onder de titel "The Devil and Mr. O", met de "O" van Oboler. Oboler trad erin op als verteller.
- Biblioteca Nacional de España: XX4894299
- Bibliothèque nationale de France: cb161762714 (data)
- Gemeinsame Normdatei: 121112780
- International Standard Name Identifier: 0000 0001 1696 7468
- Library of Congress Control Number: n79072811
- SNAC: w6gx4mw3
- Trove: 1201626
- Virtual International Authority File: 107047598
- WorldCat: E39PBJvd6krgCtk4BdTMBXQDv3